# Liste der Heuschrecken Österreichs
Die Liste der Heuschrecken Österreichs enthält die in Österreich vorkommenden Heuschreckenarten. Es werden alle 127 Arten aufgelistet, von denen das österreichische Umweltbundesamt den RL-Status in der Roten Liste gefährdeter Tierarten unter Orthoptera angibt.
In Österreich wurde im Jahr 2005 der Gefährdungsstatus der Heuschrecken zuletzt evaluiert. Bei der IUCN und in der Roten Liste Österreichs gibt es folgende Gefährdungsstatus:
| Status | IUCN                                                  | Rote Liste Österreich |
| ------ | ----------------------------------------------------- | --- |
|        | ausgestorben (engl. extinct)                          | Ein Taxon gilt als ausgestorben, wenn kein begründeter Zweifel besteht, dass das letzte Individuum tot ist. Ein Taxon gilt aus ausgestorben, wenn erschöpfende Erhebungen im bekannten oder vermuteten Lebensraum, zu geeigneten Tages- und Jahreszeiten über das gesamte ehemalige Verbreitungsgebiet keine Individuennachweise erbrachten. Die Erhebungen sollten sich über einen Zeitrahmen erstrecken, die dem Lebenszyklus und Lebensformtyp des Taxons angemessen ist. |
|        | in der Natur ausgestorben (engl. extinct in the wild) | Es gibt lediglich Individuen in Kultur, in Gefangenschaft oder in eingebürgerten Populationen außerhalb des natürlichen Verbreitungsgebietes. |
| 0RE    | regional ausgestorben (engl. regionally extinct)      | Ein Taxon gilt als regional ausgestorben, wenn kein begründeter Zweifel besteht, dass das letzte fortpflanzungsfähige Individuum in Österreich tot oder verschwunden ist, oder, im Falle einer früheren Gastart, Individuen das österreichische Gebiet nicht mehr aufsuchen. |
|        | vom Aussterben bedroht (engl. critically endangered)  | 50 % Aussterbenswahrscheinlichkeit in 10 Jahren oder 3 Generationen (maximal 100 Jahre). |
|        | stark gefährdet (engl. endangered)                    | 20 % Aussterbenswahrscheinlichkeit in 20 Jahren oder 5 Generationen (maximal 100 Jahre). |
|        | gefährdet (engl. vulnerable)                          | 10 % Aussterbenswahrscheinlichkeit in 100 Jahren. |
|        | potenziell gefährdet (engl. near threatened)          | Weniger als 10 % Aussterbenswahrscheinlichkeit in 100 Jahren, aber negative Bestandsentwicklung und hohe Aussterbensgefahr in Teilen des Gebietes. |
|        | nicht gefährdet (engl. least concern)                 | Weniger als 10 % Aussterbenswahrscheinlichkeit in 100 Jahren, weitere Attribute wie unter NT treffen nicht zu. |
|        | ungenügende Datengrundlage (engl. data deficient)     | Die vorliegenden Daten lassen keine Einstufung in die einzelnen Kategorien zu. |
|        | nicht beurteilt (engl. not evaluated)                 | Die Art wurde nicht eingestuft. |

Die folgende Tabelle zeigt für jede Heuschrecken-Art Österreichs, sofern vorhanden, je ein repräsentatives Bild, ein Bild des Weibchens, ein Bild des Männchens und (eher selten vorhanden) das Verbreitungsgebiet. Zusätzlich werden die deutschen Namen, die wissenschaftlichen Namen, die Erstbeschreiber (Autoren), die Wikidata-Links (die farbigen Balken) und die Gefährdungsstatus der IUCN bzw. des österreichischen Umweltbundesamts angegeben. Bei ausgewählten Arten wird auch, wenn vorhanden, eine Hörprobe angegeben, in der man das Zirpen der jeweiligen Art hören kann.

## Ordnung:Heuschrecken– Orthoptera
| in der Tabelle vorkommende Familien         |
| ------------------------------------------- |
| Familie: Echte Grillen (Gryllidae)          |
| Familie: Maulwurfsgrillen (Gryllotalpidae)  |
| Familie: Ameisengrillen (Myrmecophilidae)   |
| Familie: Laubheuschrecken (Tettigoniidae)   |
| Familie: Höhlenschrecken (Rhaphidophoridae) |
| Familie: Feldheuschrecken (Acrididae)       |
| Familie: Dornschrecken (Tetrigidae)         |
| Familie: Grabschrecken (Tridactylidae)      |

| Bild                                        | deutscher Name                                                                                              | wissenschaftlicher Name, Autor und Wikidata-Link                               | Weibchen                                | Männchen                                | Verbreitungsgebiet                | IUCN-RL | RL-Status |
| ------------------------------------------- | --- | ------------------------------------------------------------------------------ | --------------------------------------- | --------------------------------------- | --------------------------------- | ------- | --------- |
| Familie: Echte Grillen (Gryllidae)          | |                                                                                |                                         |                                         |                                   |         |           |
| weitere Bilder                              | Heimchen, Hausgrille                                                                                        | Acheta domesticus, Syn.: Acheta domestica (Linnaeus, 1758)                     | Acheta domesticus – Weibchen            | Acheta domesticus – Männchen            |                                   | [ 2 ]   | NT        |
| weitere Bilder                              | Südliche Grille, Bordeaux-Grille                                                                            | Eumodicogryllus bordigalensis (Latreille, 1804)                                |                                         |                                         |                                   | [ 3 ]   | DD        |
| weitere Bilder                              | Feldgrille                                                                                                  | Gryllus campestris Linnaeus, 1758                                              | Gryllus campestris – Weibchen           | Gryllus campestris – Männchen           |                                   | [ 4 ]   | LC        |
| weitere Bilder                              | Steppengrille                                                                                               | Melanogryllus desertus (Pallas, 1771)                                          |                                         |                                         |                                   | [ 5 ]   | EN        |
| weitere Bilder                              | Östliche Grille, Steppengrille                                                                              | Modicogryllus frontalis (Fieber, 1844)                                         |                                         |                                         |                                   | [ 6 ]   | EN        |
| weitere Bilder                              | Waldgrille                                                                                                  | Nemobius sylvestris (Bosc, 1792)                                               | Nemobius sylvestris – Weibchen          | Nemobius sylvestris – Männchen          |                                   | [ 7 ]   | LC        |
| weitere Bilder                              | Weinhähnchen                                                                                                | Oecanthus pellucens (Scopoli, 1763)                                            | Oecanthus pellucens – Weibchen          |                                         |                                   | [ 8 ]   | LC        |
| weitere Bilder                              | Sumpfgrille                                                                                                 | Pteronemobius heydenii (Fischer, 1853)                                         |                                         |                                         |                                   | [ 9 ]   | VU        |
| Familie: Maulwurfsgrillen (Gryllotalpidae)  | |                                                                                |                                         |                                         |                                   |         |           |
| weitere Bilder                              | Europäische Maulwurfsgrille, Gemeine Maulwurfsgrille, Halbteufel, Zwergel, G'schwer, Maulwurfsgrille, Werre | Gryllotalpa gryllotalpa (Linnaeus, 1758)                                       |                                         |                                         |                                   | [ 10 ]  | NT        |
| Familie: Ameisengrillen (Myrmecophilidae)   | |                                                                                |                                         |                                         |                                   |         |           |
| weitere Bilder                              | Ameisengrille                                                                                               | Myrmecophilus acervorum (Panzer, 1799)                                         |                                         |                                         |                                   | [ 11 ]  | DD        |
| Familie: Laubheuschrecken (Tettigoniidae)   | |                                                                                |                                         |                                         |                                   |         |           |
| weitere Bilder                              | Alpenschrecke                                                                                               | Anonconotus alpinus (Yersin, 1858)                                             | Anonconotus alpinus – Weibchen          | Anonconotus alpinus – Männchen          |                                   | [ 12 ]  | DD        |
| weitere Bilder                              | Alpine Bergschrecke                                                                                         | Antaxius difformis (Brunner von Wattenwyl, 1861)                               |                                         |                                         |                                   | [ 13 ]  | DD        |
| weitere Bilder                              | Atlantische Bergschrecke                                                                                    | Antaxius pedestris (Fabricius, 1787)                                           | Antaxius pedestris – Weibchen           | Antaxius pedestris – Männchen           |                                   | [ 14 ]  | DD        |
| weitere Bilder                              | Nadelholz-Säbelschrecke                                                                                     | Barbitistes constrictus Brunner von Wattenwyl, 1878                            |                                         | Barbitistes constrictus – Männchen      |                                   | [ 15 ]  | LC        |
| weitere Bilder                              | Laubholz-Säbelschrecke                                                                                      | Barbitistes serricauda (Fabricius, 1794)                                       |                                         | Barbitistes serricauda – Männchen       |                                   | [ 16 ]  | LC        |
| weitere Bilder                              | Zweifarbige Beißschrecke                                                                                    | Bicolorana bicolor, Syn.: Metrioptera bicolor (Philippi, 1830)                 | Bicolorana bicolor – Weibchen           | Bicolorana bicolor – Männchen           |                                   | [ 17 ]  | NT        |
| weitere Bilder                              | Langflüglige Schwertschrecke, Langflügelige Schwertschrecke                                                 | Conocephalus fuscus (Fabricius, 1793)                                          | Conocephalus fuscus – Weibchen          | Conocephalus fuscus – Männchen          |                                   | [ 18 ]  | NT        |
| weitere Bilder                              | Kurzflügelige Schwertschrecke                                                                               | Conocephalus dorsalis (Latreille, 1804)                                        | Conocephalus dorsalis – Weibchen        | Conocephalus dorsalis – Männchen        |                                   | [ 19 ]  | EN        |
| weitere Bilder                              | Warzenbeißer                                                                                                | Decticus verrucivorus (Linnaeus, 1758)                                         | Decticus verrucivorus – Weibchen        | Decticus verrucivorus – Männchen        |                                   | [ 20 ]  | NT        |
| weitere Bilder                              | Steppen-Sattelschrecke                                                                                      | Ephippiger ephippiger (Fiebig, 1784)                                           | Ephippiger ephippiger – Weibchen        | Ephippiger ephippiger – Männchen        |                                   | [ 21 ]  | VU        |
| weitere Bilder                              | Heideschrecke                                                                                               | Gampsocleis glabra (Herbst, 1786)                                              | Gampsocleis glabra – Weibchen           | Gampsocleis glabra – Männchen           |                                   | [ 22 ]  | EN        |
| weitere Bilder                              | Kurzschwänzige Plumpschrecke                                                                                | Isophya brevicauda Ramme, 1931                                                 |                                         |                                         |                                   | [ 23 ]  | DD        |
| weitere Bilder                              | Fiebers Plumpschrecke                                                                                       | Isophya camptoxypha (Fieber, 1853)                                             |                                         |                                         |                                   | [ 24 ]  | DD        |
| weitere Bilder                              | Breitstirnige Plumpschrecke                                                                                 | Isophya costata Brunner von Wattenwyl, 1878                                    |                                         |                                         |                                   | [ 25 ]  | EN        |
| weitere Bilder                              | Gemeine Plumpschrecke                                                                                       | Isophya kraussii Brunner von Wattenwyl, 1878                                   |                                         |                                         |                                   | [ 26 ]  | DD        |
| weitere Bilder                              | Große Plumpschrecke                                                                                         | Isophya modestior Brunner von Wattenwyl, 1882                                  |                                         |                                         |                                   | [ 27 ]  | DD        |
| weitere Bilder                              | Gestreifte Zartschrecke, Weißfleckige Zartschrecke                                                          | Leptophyes albovittata (Kollar, 1833)                                          | Leptophyes albovittata – Weibchen       |                                         |                                   | [ 28 ]  | NT        |
| weitere Bilder                              | Boscs Zartschrecke, Gelbstreifige Zartschrecke                                                              | Leptophyes boscii Fieber, 1853                                                 | Leptophyes boscii – Weibchen            | Leptophyes boscii – Männchen            |                                   | [ 29 ]  | LC        |
| weitere Bilder                              | Punktierte Zartschrecke                                                                                     | Leptophyes punctatissima (Bosc, 1792)                                          | Leptophyes punctatissima – Weibchen     | Leptophyes punctatissima – Männchen     |                                   | [ 30 ]  | VU        |
| weitere Bilder                              | Südliche Eichenschrecke                                                                                     | Meconema meridionale (Costa, 1860)                                             | Meconema meridionale – Weibchen         | Meconema meridionale – Männchen         |                                   | [ 31 ]  | NT        |
| weitere Bilder                              | Gemeine Eichenschrecke                                                                                      | Meconema thalassinum (De Geer, 1773)                                           | Meconema thalassinum – Weibchen         | Meconema thalassinum – Männchen         |                                   | [ 32 ]  | LC        |
| weitere Bilder                              | Kurzflügelige Beißschrecke                                                                                  | Metrioptera brachyptera (Linnaeus, 1761)                                       | Metrioptera brachyptera – Weibchen      | Metrioptera brachyptera – Männchen      |                                   | [ 33 ]  | LC        |
| weitere Bilder                              | Gebirgs-Beißschrecke                                                                                        | Metrioptera saussuriana (Frey-Gessner, 1872)                                   | Metrioptera saussuriana – Weibchen      | Metrioptera saussuriana – Männchen      |                                   | [ 34 ]  | DD        |
| weitere Bilder                              | Steppen-Beißschrecke                                                                                        | Montana montana, Syn.: Platycleis montana (Kollar, 1833)                       |                                         |                                         |                                   | [ 35 ]  | EN        |
| weitere Bilder                              | Zierliche Südschrecke                                                                                       | Pachytrachis gracilis (Brunner von Wattenwyl, 1861)                            |                                         |                                         |                                   | [ 36 ]  | VU        |
| weitere Bilder                              | Gemeine Sichelschrecke                                                                                      | Phaneroptera falcata (Poda, 1761)                                              | Phaneroptera falcata – Weibchen         | Phaneroptera falcata – Männchen         |                                   | [ 37 ]  | LC        |
| weitere Bilder                              | Vierpunktige Sichelschrecke                                                                                 | Phaneroptera nana Fieber, 1853                                                 | Phaneroptera nana – Weibchen            | Phaneroptera nana – Männchen            |                                   | [ 38 ]  | LC        |
| weitere Bilder                              | Alpen-Strauchschrecke                                                                                       | Pholidoptera aptera (Fabricius, 1793)                                          | Pholidoptera aptera – Weibchen          | Pholidoptera aptera – Männchen          |                                   | [ 39 ]  | LC        |
| weitere Bilder                              | Südliche Strauchschrecke                                                                                    | Pholidoptera fallax (Fischer, 1853)                                            | Pholidoptera fallax – Weibchen          | Pholidoptera fallax – Männchen          |                                   | [ 40 ]  | NT        |
| weitere Bilder                              | Gemeine Strauchschrecke, Gewöhnliche Strauchschrecke                                                        | Pholidoptera griseoaptera (De Geer, 1773)                                      | Pholidoptera griseoaptera – Weibchen    | Pholidoptera griseoaptera – Männchen    |                                   | [ 41 ]  | LC        |
| weitere Bilder                              | Südliche Beißschrecke                                                                                       | Platycleis affinis Fieber, 1853                                                | Platycleis affinis – Weibchen           |                                         |                                   | [ 42 ]  | EN        |
| weitere Bilder                              | Westliche Beißschrecke, Graue Beißschrecke                                                                  | Platycleis albopunctata (Goeze, 1778)                                          | Platycleis albopunctata – Weibchen      | Platycleis albopunctata – Männchen      |                                   | [ 43 ]  | NT        |
| weitere Bilder                              | Graue Beißschrecke                                                                                          | Platycleis grisea (Fabricius, 1781)                                            | Platycleis grisea – Weibchen            |                                         |                                   |         |           |
| weitere Bilder                              | Zierliche Buntschrecke                                                                                      | Poecilimon gracilis (Fieber, 1853)                                             |                                         |                                         |                                   | [ 44 ]  | DD        |
| weitere Bilder                              | Südliche Buntschrecke, Große Buntschrecke                                                                   | Poecilimon ornatus (Schmidt, 1850)                                             | Poecilimon ornatus – Weibchen           | Poecilimon ornatus – Männchen           |                                   | [ 45 ]  | DD        |
| weitere Bilder                              | Wanstschrecke                                                                                               | Polysarcus denticauda (Charpentier, 1825)                                      | Polysarcus denticauda – Weibchen        | Polysarcus denticauda – Männchen        |                                   | [ 46 ]  | VU        |
| weitere Bilder                              | Roesels Beißschrecke                                                                                        | Roeseliana roeselii, Syn.: Metrioptera roeselii (Hagenbach, 1822)              | Roeseliana roeselii – Weibchen          | Roeseliana roeselii – Männchen          | Roeseliana roeselii – Verbreitung | [ 47 ]  | LC        |
| weitere Bilder                              | Große Schiefkopfschrecke                                                                                    | Ruspolia nitidula (Scopoli, 1786)                                              | Ruspolia nitidula – Weibchen            | Ruspolia nitidula – Männchen            |                                   | [ 48 ]  | NT        |
| weitere Bilder                              | Große Sägeschrecke                                                                                          | Saga pedo (Pallas, 1771)                                                       |                                         |                                         | Saga pedo – Verbreitung           | [ 49 ]  | EN        |
| weitere Bilder                              | Kleine Beißschrecke                                                                                         | Tessellana veyseli, Syn.: Platycleis veyseli (Koçak, 1984)                     |                                         |                                         |                                   | [ 50 ]  | EN        |
| weitere Bilder                              | Zwitscherschrecke, Zwitscherheupferd, Zwitscher-Heupferd                                                    | Tettigonia cantans (Füssli, 1775)                                              | Tettigonia cantans – Weibchen           | Tettigonia cantans – Männchen           |                                   | [ 51 ]  | LC        |
| weitere Bilder                              | Östliches Heupferd                                                                                          | Tettigonia caudata (Charpentier, 1842)                                         | Tettigonia caudata – Weibchen           | Tettigonia caudata – Männchen           |                                   | [ 52 ]  | VU        |
| weitere Bilder                              | Grünes Heupferd, Großes Heupferd, Großes Grünes Heupferd, Grüne Laubheuschrecke                             | Tettigonia viridissima Linnaeus, 1758                                          | Tettigonia viridissima – Weibchen       | Tettigonia viridissima – Männchen       |                                   | [ 53 ]  | LC        |
| Familie: Höhlenschrecken (Rhaphidophoridae) | |                                                                                |                                         |                                         |                                   |         |           |
|                                             | Kollars Höhlenschrecke                                                                                      | Troglophilus cavicola (Kollar, 1833)                                           |                                         |                                         |                                   | [ 54 ]  | LC        |
| weitere Bilder                              | Bedornte Höhlenschrecke, Krauss’s Höhlenschrecke, Kraussche Höhlenschrecke, Höhlenschrecke                  | Troglophilus neglectus Krauss, 1879                                            |                                         |                                         |                                   | [ 55 ]  | LC        |
| Familie: Feldheuschrecken (Acrididae)       | |                                                                                |                                         |                                         |                                   |         |           |
| weitere Bilder                              | Gewöhnliche Nasenschrecke, Nasenschrecke                                                                    | Acrida ungarica (Herbst, 1786)                                                 | Acrida ungarica – Weibchen              | Acrida ungarica – Männchen              | Acrida ungarica – Verbreitung     | [ 56 ]  | RE        |
| weitere Bilder                              | Braune Strandschrecke                                                                                       | Aiolopus strepens (Latreille, 1804)                                            | Aiolopus strepens – Weibchen            | Aiolopus strepens – Männchen            |                                   | [ 57 ]  | NE        |
| weitere Bilder                              | Grüne Strandschrecke                                                                                        | Aiolopus thalassinus (Fabricius, 1781)                                         |                                         |                                         |                                   | [ 58 ]  | EN        |
| weitere Bilder                              | Große Höckerschrecke                                                                                        | Arcyptera fusca (Pallas, 1773)                                                 | Arcyptera fusca – Weibchen              | Arcyptera fusca – Männchen              |                                   | [ 59 ]  | EN        |
| weitere Bilder                              | Kleine Höckerschrecke                                                                                       | Arcyptera microptera (Fischer von Waldheim, 1833)                              | Arcyptera microptera – Weibchen         | Arcyptera microptera – Männchen         |                                   | [ 60 ]  | RE        |
| weitere Bilder                              | Gefleckte Schnarrschrecke                                                                                   | Bryodemella tuberculata (Fabricius, 1775)                                      | Bryodemella tuberculata – Weibchen      |                                         |                                   | [ 61 ]  | EN        |
| weitere Bilder                              | Italienische Schönschrecke                                                                                  | Calliptamus italicus (Linnaeus, 1758)                                          | Calliptamus italicus – Weibchen         | Calliptamus italicus – Männchen         |                                   | [ 62 ]  | VU        |
| weitere Bilder                              | Pferdeschrecke                                                                                              | Celes variabilis (Pallas, 1771)                                                | Celes variabilis – Weibchen             | Celes variabilis – Männchen             |                                   | [ 63 ]  | CR        |
| weitere Bilder                              | Weißrandiger Grashüpfer                                                                                     | Chorthippus albomarginatus (De Geer, 1773)                                     | Chorthippus albomarginatus – Weibchen   | Chorthippus albomarginatus – Männchen   |                                   | [ 64 ]  | NT        |
| weitere Bilder                              | Obir-Grashüpfer, Höhengrashüpfer                                                                            | Chorthippus alticola Ramme, 1921                                               |                                         |                                         |                                   | [ 65 ]  | DD        |
| weitere Bilder                              | Feldgrashüpfer                                                                                              | Chorthippus apricarius (Linnaeus, 1758)                                        | Chorthippus apricarius – Weibchen       | Chorthippus apricarius – Männchen       |                                   | [ 66 ]  | LC        |
| weitere Bilder                              | Nachtigall-Grashüpfer                                                                                       | Chorthippus biguttulus (Linnaeus, 1758)                                        | Chorthippus biguttulus – Weibchen       | Chorthippus biguttulus – Männchen       |                                   | [ 67 ]  | LC        |
| weitere Bilder                              | Brauner Grashüpfer                                                                                          | Chorthippus brunneus (Thunberg, 1815)                                          | Chorthippus brunneus – Weibchen         | Chorthippus brunneus – Männchen         |                                   | [ 68 ]  | LC        |
| weitere Bilder                              | Östlicher Wiesengrashüpfer                                                                                  | Chorthippus dichrous (Eversmann, 1859)                                         |                                         |                                         |                                   | [ 69 ]  | EN        |
| weitere Bilder                              | Wiesengrashüpfer                                                                                            | Chorthippus dorsatus (Zetterstedt, 1821)                                       | Chorthippus dorsatus – Weibchen         | Chorthippus dorsatus – Männchen         |                                   | [ 70 ]  | LC        |
| weitere Bilder                              | Südalpen-Grashüpfer, Südlicher Grashüpfer                                                                   | Chorthippus eisentrauti (Ramme, 1931)                                          |                                         |                                         |                                   | [ 71 ]  | DD        |
| weitere Bilder                              | Verkannter Grashüpfer, Rotbeiniger Grashüpfer                                                               | Chorthippus mollis (Charpentier, 1825)                                         |                                         | Chorthippus mollis – Männchen           |                                   | [ 72 ]  | NT        |
| weitere Bilder                              | Kiesbankgrashüpfer, Kiesbank-Grashüpfer                                                                     | Chorthippus pullus (Philippi, 1830)                                            |                                         |                                         |                                   | [ 73 ]  | EN        |
| weitere Bilder                              | Steppengrashüpfer                                                                                           | Chorthippus vagans (Eversmann, 1848)                                           | Chorthippus vagans – Weibchen           | Chorthippus vagans – Männchen           |                                   | [ 74 ]  | VU        |
| weitere Bilder                              | Große Goldschrecke                                                                                          | Chrysochraon dispar (Germar, 1831)                                             | Chrysochraon dispar – Weibchen          | Chrysochraon dispar – Männchen          |                                   | [ 75 ]  | NT        |
| weitere Bilder                              | Südosteuropäischer Grashüpfer, Östlicher Kreuzgrashüpfer                                                    | Dociostaurus brevicollis (Eversmann, 1848)                                     |                                         |                                         |                                   | [ 76 ]  | CR        |
|                                             | Pannonische Strandschrecke, Östliche Strandschrecke                                                         | Epacromius coerulipes (Ivanov, 1888)                                           |                                         |                                         |                                   | [ 77 ]  | CR        |
|                                             | Fluß-Strandschrecke, Fluss-Strandschrecke                                                                   | Epacromius tergestinus (Charpentier, 1825)                                     |                                         |                                         |                                   | [ 78 ]  | RE        |
| weitere Bilder                              | Gewöhnlicher Dickkopf-Grashüpfer, Dickkopf-Grashüpfer                                                       | Euchorthippus declivus (Brisout de Barneville, 1848)                           |                                         | Euchorthippus declivus – Männchen       |                                   | [ 79 ]  | LC        |
| weitere Bilder                              | Gelber Grashüpfer, Gelber Dickkopf-Grashüpfer                                                               | Euchorthippus pulvinatus (Fischer von Waldheim, 1846)                          | Euchorthippus pulvinatus – Weibchen     | Euchorthippus pulvinatus – Männchen     |                                   | [ 80 ]  | CR        |
| weitere Bilder                              | Kleine Goldschrecke                                                                                         | Euthystira brachyptera (Ocskay, 1826)                                          | Euthystira brachyptera – Weibchen       | Euthystira brachyptera – Männchen       |                                   | [ 81 ]  | LC        |
| weitere Bilder                              | Rote Keulenschrecke                                                                                         | Gomphocerippus rufus (Linnaeus, 1758)                                          | Gomphocerippus rufus – Weibchen         | Gomphocerippus rufus – Männchen         |                                   | [ 82 ]  | LC        |
| weitere Bilder                              | Sibirische Keulenschrecke                                                                                   | Gomphocerus sibiricus (Linnaeus, 1767)                                         | Gomphocerus sibiricus – Weibchen        | Gomphocerus sibiricus – Männchen        |                                   | [ 83 ]  | LC        |
| weitere Bilder                              | Europäische Wanderheuschrecke                                                                               | Locusta migratoria (Linnaeus, 1758)                                            | Locusta migratoria – Weibchen           | Locusta migratoria – Männchen           |                                   | [ 84 ]  | CR        |
| weitere Bilder                              | Lauchschrecke                                                                                               | Mecostethus parapleurus (Hagenbach, 1822)                                      | Mecostethus parapleurus – Weibchen      | Mecostethus parapleurus – Männchen      |                                   | [ 85 ]  | NT        |
| weitere Bilder                              | Nordische Gebirgsschrecke                                                                                   | Melanoplus frigidus, Syn.: Bohemanella frigida (Boheman, 1846)                 | Melanoplus frigidus – Weibchen          | Melanoplus frigidus – Männchen          |                                   | [ 86 ]  | DD        |
| weitere Bilder                              | Flügellose Knarrschrecke                                                                                    | Micropodisma salamandra (Fischer, 1853)                                        |                                         |                                         |                                   | [ 87 ]  | EN        |
| weitere Bilder                              | Alpine Gebirgsschrecke                                                                                      | Miramella alpina (Kollar, 1833)                                                | Miramella alpina – Weibchen             | Miramella alpina – Männchen             |                                   | [ 88 ]  | LC        |
|                                             | Kärntner Gebirgsschrecke                                                                                    | Miramella carinthiaca (Obenberger, 1926)                                       |                                         |                                         |                                   | [ 89 ]  | LC        |
| weitere Bilder                              | Südliche Gebirgsschrecke, Langflügelige Gebirgsschrecke                                                     | Miramella irena (Fruhstorfer, 1921)                                            |                                         |                                         |                                   | [ 90 ]  | DD        |
| weitere Bilder                              | Langfühlerige Keulenschrecke                                                                                | Myrmeleotettix antennatus (Fieber, 1853)                                       | Myrmeleotettix antennatus – Weibchen    | Myrmeleotettix antennatus – Männchen    |                                   | [ 91 ]  | CR        |
| weitere Bilder                              | Gefleckte Keulenschrecke                                                                                    | Myrmeleotettix maculatus (Thunberg, 1815)                                      | Myrmeleotettix maculatus – Weibchen     | Myrmeleotettix maculatus – Männchen     |                                   | [ 92 ]  | VU        |
| weitere Bilder                              | Gewöhnliche Grünschrecke, Grünschrecke                                                                      | Odontopodisma decipiens Ramme, 1951                                            |                                         | Odontopodisma decipiens – Männchen      |                                   | [ 93 ]  | VU        |
|                                             | Östliche Grünschrecke                                                                                       | Odontopodisma schmidtii (Fieber, 1853)                                         |                                         |                                         |                                   | [ 94 ]  | VU        |
| weitere Bilder                              | Kreuzschrecke                                                                                               | Oedaleus decorus (Germar, 1825)                                                | Oedaleus decorus – Weibchen             |                                         |                                   | [ 95 ]  | RE        |
| weitere Bilder                              | Blauflügelige Ödlandschrecke                                                                                | Oedipoda caerulescens (Linnaeus, 1758)                                         | Oedipoda caerulescens – Weibchen        | Oedipoda caerulescens – Männchen        |                                   | [ 96 ]  | NT        |
| weitere Bilder                              | Rotflügelige Ödlandschrecke                                                                                 | Oedipoda germanica (Latreille, 1804)                                           | Oedipoda germanica – Weibchen           | Oedipoda germanica – Männchen           |                                   | [ 97 ]  | EN        |
| weitere Bilder                              | Rotleibiger Grashüpfer                                                                                      | Omocestus haemorrhoidalis (Charpentier, 1825)                                  | Omocestus haemorrhoidalis – Weibchen    | Omocestus haemorrhoidalis – Männchen    |                                   | [ 98 ]  | VU        |
| weitere Bilder                              | Felsgrashüpfer                                                                                              | Omocestus petraeus (Brisout de Barneville, 1856)                               |                                         |                                         |                                   | [ 99 ]  | CR        |
| weitere Bilder                              | Buntbäuchiger Grashüpfer                                                                                    | Omocestus rufipes (Zetterstedt, 1821)                                          | Omocestus rufipes – Weibchen            | Omocestus rufipes – Männchen            |                                   | [ 100 ] | VU        |
| weitere Bilder                              | Bunter Grashüpfer                                                                                           | Omocestus viridulus (Linnaeus, 1758)                                           | Omocestus viridulus – Weibchen          | Omocestus viridulus – Männchen          |                                   | [ 101 ] | LC        |
| weitere Bilder                              | Kurzflügelige Schönschrecke, Brunners Schönschrecke                                                         | Paracaloptenus caloptenoides (Brunner von Wattenwyl, 1861)                     | Paracaloptenus caloptenoides – Weibchen | Paracaloptenus caloptenoides – Männchen |                                   | [ 102 ] | RE        |
| weitere Bilder                              | Kleine Knarrschrecke                                                                                        | Pezotettix giornae (Rossi, 1794)                                               | Pezotettix giornae – Weibchen           | Pezotettix giornae – Männchen           |                                   | [ 103 ] | DD        |
| weitere Bilder                              | Gewöhnliche Gebirgsschrecke                                                                                 | Podisma pedestris (Linnaeus, 1758)                                             | Podisma pedestris – Weibchen            | Podisma pedestris – Männchen            |                                   | [ 104 ] | NT        |
| weitere Bilder                              | Sumpfgrashüpfer                                                                                             | Pseudochorthippus montanus, Syn.: Chorthippus montanus (Charpentier, 1825)     | Pseudochorthippus montanus – Weibchen   | Pseudochorthippus montanus – Männchen   |                                   | [ 105 ] | NT        |
| weitere Bilder                              | Gemeiner Grashüpfer                                                                                         | Pseudochorthippus parallelus, Syn.: Chorthippus parallelus (Zetterstedt, 1821) | Pseudochorthippus parallelus – Weibchen | Pseudochorthippus parallelus – Männchen |                                   | [ 106 ] | LC        |
|                                             | Fiebers Gebirgsschrecke                                                                                     | Pseudopodisma fieberi (Scudder, 1897)                                          |                                         |                                         |                                   | [ 107 ] | DD        |
| weitere Bilder                              | Rotflügelige Schnarrschrecke                                                                                | Psophus stridulus (Linnaeus, 1758)                                             | Psophus stridulus – Weibchen            | Psophus stridulus – Männchen            |                                   | [ 108 ] | NT        |
| weitere Bilder                              | Blauflügelige Sandschrecke                                                                                  | Sphingonotus caerulans (Linnaeus, 1767)                                        | Sphingonotus caerulans – Weibchen       |                                         |                                   | [ 109 ] | EN        |
| weitere Bilder                              | Gebirgsgrashüpfer                                                                                           | Stauroderus scalaris, Syn.: Chorthippus scalaris (Fischer von Waldheim, 1846)  | Stauroderus scalaris – Weibchen         | Stauroderus scalaris – Männchen         |                                   | [ 110 ] | VU        |
| weitere Bilder                              | Zwerggrashüpfer, Zwerg-Heidegrashüpfer                                                                      | Stenobothrus crassipes (Charpentier, 1825)                                     |                                         |                                         |                                   | [ 111 ] | EN        |
| weitere Bilder                              | Eurasischer Grashüpfer, Eurasischer Heidegrashüpfer, Zubowskis Heidegrashüpfer                              | Stenobothrus eurasius Zubovskii, 1898                                          |                                         |                                         |                                   | [ 112 ] | CR        |
| weitere Bilder                              | Südlicher Grashüpfer, Südlicher Heidegrashüpfer                                                             | Stenobothrus fischeri (Eversmann, 1848)                                        |                                         |                                         |                                   | [ 113 ] | CR        |
| weitere Bilder                              | Heidegrashüpfer, Großer Heidegrashüpfer                                                                     | Stenobothrus lineatus (Panzer, 1796)                                           | Stenobothrus lineatus – Weibchen        | Stenobothrus lineatus – Männchen        |                                   | [ 114 ] | LC        |
| weitere Bilder                              | Schwarzfleckiger Grashüpfer, Schwarzfleckiger Heidegrashüpfer                                               | Stenobothrus nigromaculatus (Herrich-Schäffer, 1840)                           | Stenobothrus nigromaculatus – Weibchen  | Stenobothrus nigromaculatus – Männchen  |                                   | [ 115 ] | EN        |
| weitere Bilder                              | Bunter Alpengrashüpfer, Schnarrender Heidegrashüpfer                                                        | Stenobothrus rubicundulus Kruseman & Jeekel, 1967                              | Stenobothrus rubicundulus – Weibchen    | Stenobothrus rubicundulus – Männchen    |                                   | [ 116 ] | EN        |
| weitere Bilder                              | Kleiner Heidegrashüpfer                                                                                     | Stenobothrus stigmaticus (Rambur, 1838)                                        | Stenobothrus stigmaticus – Weibchen     | Stenobothrus stigmaticus – Männchen     |                                   | [ 117 ] | EN        |
| weitere Bilder                              | Sumpfschrecke                                                                                               | Stethophyma grossum (Linnaeus, 1758)                                           | Stethophyma grossum – Weibchen          | Stethophyma grossum – Männchen          |                                   | [ 118 ] | VU        |
| Familie: Dornschrecken (Tetrigidae)         | |                                                                                |                                         |                                         |                                   |         |           |
| weitere Bilder                              | Zweipunkt-Dornschrecke                                                                                      | Tetrix bipunctata (Linnaeus, 1758)                                             | Tetrix bipunctata – Weibchen            | Tetrix bipunctata – Männchen            |                                   | [ 119 ] | LC        |
|                                             | Bolivars Dornschrecke                                                                                       | Tetrix bolivari Saulcy, 1901                                                   |                                         |                                         |                                   | [ 120 ] | CR        |
| weitere Bilder                              | Westliche Dornschrecke                                                                                      | Tetrix ceperoi (Bolívar, 1887)                                                 |                                         |                                         |                                   | [ 121 ] | NE        |
| weitere Bilder                              | Säbel-Dornschrecke, Säbeldornschrecke                                                                       | Tetrix subulata (Linnaeus, 1758)                                               | Tetrix subulata – Weibchen              |                                         |                                   | [ 122 ] | LC        |
| weitere Bilder                              | Langfühler-Dornschrecke                                                                                     | Tetrix tenuicornis (Sahlberg, 1891)                                            |                                         |                                         |                                   | [ 123 ] | NT        |
| weitere Bilder                              | Türks Dornschrecke                                                                                          | Tetrix tuerki (Krauss, 1876)                                                   |                                         |                                         |                                   | [ 124 ] | EN        |
| weitere Bilder                              | Gemeine Dornschrecke                                                                                        | Tetrix undulata (Sowerby, 1806)                                                |                                         |                                         |                                   | [ 125 ] | DD        |
| Familie: Grabschrecken (Tridactylidae)      | |                                                                                |                                         |                                         |                                   |         |           |
| weitere Bilder                              | Pfaendlers Grabschrecke                                                                                     | Xya pfaendleri (Harz, 1970)                                                    |                                         |                                         |                                   | [ 126 ] | EN        |
| weitere Bilder                              | Grabschrecke, Gefleckte Grabschrecke, Dreizehen-Grabschrecke                                                | Xya variegata Latreille, 1809                                                  | Xya variegata – Weibchen                |                                         |                                   | [ 127 ] | DD        |